# SD-14 (Schiffstyp)
SD-14 ist ein Liberty-Ersatzschiffstyp, welcher von der Werft Austin & Pickersgill in Southwick, Großbritannien in den 1960er Jahren als Ersatz für die damals alternde Flotte der Liberty-Frachter und Victory-Schiffe entwickelt und bis Ende der 1980er Jahre gebaut wurde. Die Bezeichnung SD-14 dieses im Laufe von zwei Jahrzehnten insgesamt 211-mal gebauten Typs steht dabei für Shelter-Decker 14.000 Tonnen. Die Schiffe hatten fünf Luken mit einem Rauminhalt von 21.424 m³ (Schüttgut) beziehungsweise 19.648 m³ (Stückgut). Als eigenes Ladegeschirr standen zehn Ladebäume mit 5/10 Tonnen und ein oder zwei Schwergutbäume mit 30 Tonnen zur Verfügung.

## Geschichte
Mitte der 1960er Jahre fuhren noch ungefähr 700 der Liberty- und Victory-Standardfrachter sowie einige andere während des Zweiten Weltkriegs gebaute Frachtschiffe in der damaligen Welthandelsflotte. Sogar die jüngsten von ihnen waren inzwischen 20 Jahre und älter, und so stellte sich sowohl den Reedereien als auch den Werften die Frage eines Ersatzes dieser Schiffe, welche in absehbarer Zeit das Ende ihrer Einsatzdauer erreichen würden.

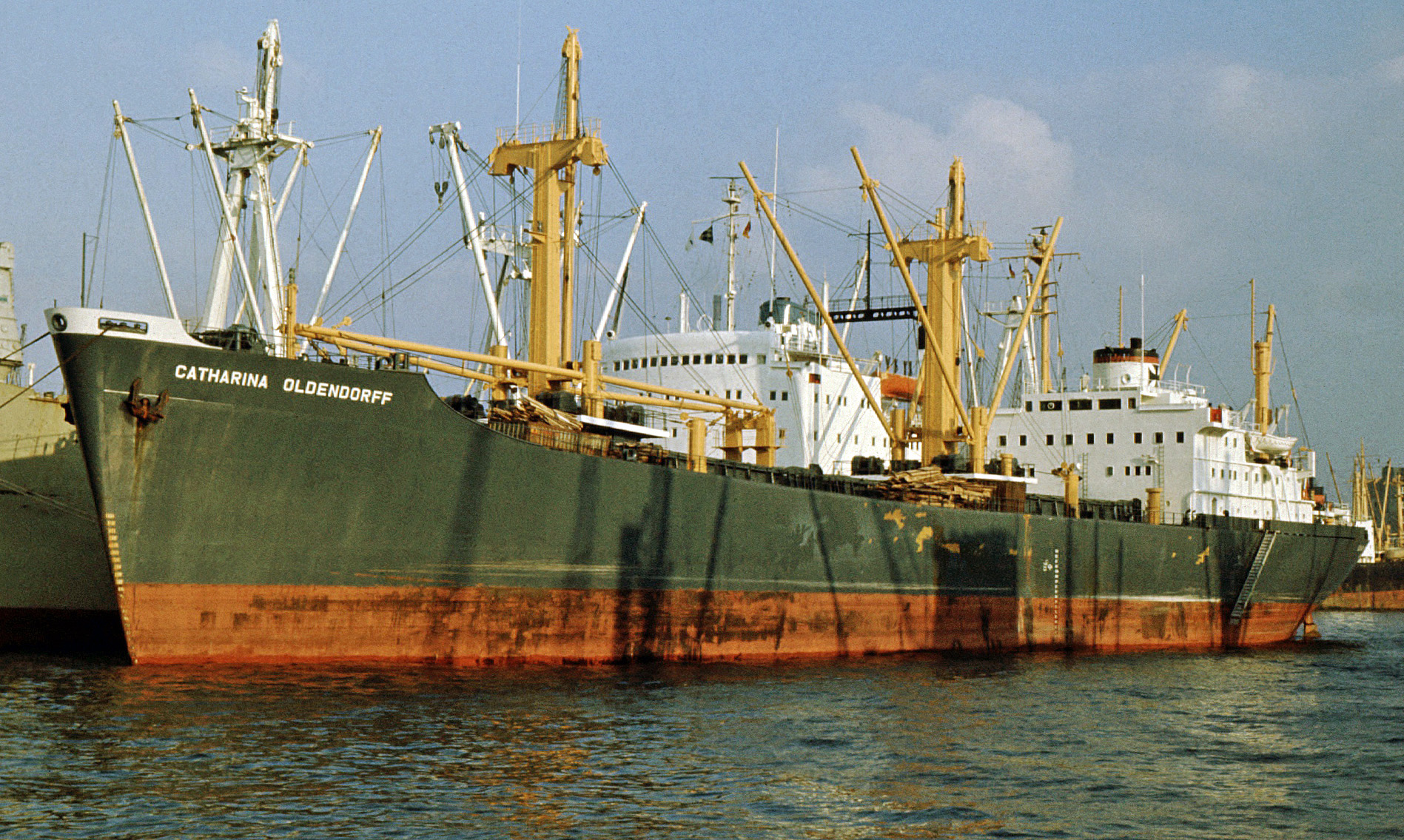
SD-14 Catharina Oldendorff 1975 in Hamburg

Die großen Umwälzungen im Seeschiffsverkehr, hervorgerufen durch das Erscheinen von Containerschiffen und Massengutfrachtern, welche die Stückgutschiffe später nahezu völlig ersetzen würden, waren zu diesem Zeitpunkt noch nicht als solche vorhersehbar, so dass das klassische Stückgutschiff, welches in der damaligen Form seit der Jahrhundertwende mit verhältnismäßig wenigen Änderungen gebaut wurde, noch immer aktuell erschien. Es war daher auch wenig überraschend, dass Austin & Pickersgill sich bei ihren Plänen für den Ersatz der Liberty- und Victory-Schiffe, ebenso wie viele andere Werften mit ihren erfolgreichen Typschiffen German Liberty, Trampko, Seebeck 36L, Freedom und Fortune auch, an Zwischendeckern mit eigenem Ladegeschirr und ca. 14.000 Tonnen Tragfähigkeit orientierte. Diese konservative Bauform war zweifellos auch der Tatsache geschuldet, dass die meisten der noch fahrenden Liberty- und Victory-Schiffe zu diesem Zeitpunkt durch eher kleine Reedereien mit beschränkten Mitteln betrieben wurden. Großen Einfluss hatte in diesem Zusammenhang Basil M. Mavroleon, der griechischstämmige Vorsitzende des Haupteigners von A&P, der Reederei London and Overseas Freighters, welcher gute Kontakte zu griechischen Schifffahrtskreisen pflegte. Der Fokus der Werft lag auf genau diesen kleinen, häufig griechischen Reedereien, für die zu jenem Zeitpunkt Neubauten eines völlig neuartigen oder wesentlich größeren Schiffstyps, wie ihn zum Beispiel die Werft Blohm & Voss mit ihrem Typ Pioneer auf den Markt brachte, nur schwer finanzierbar gewesen wären.

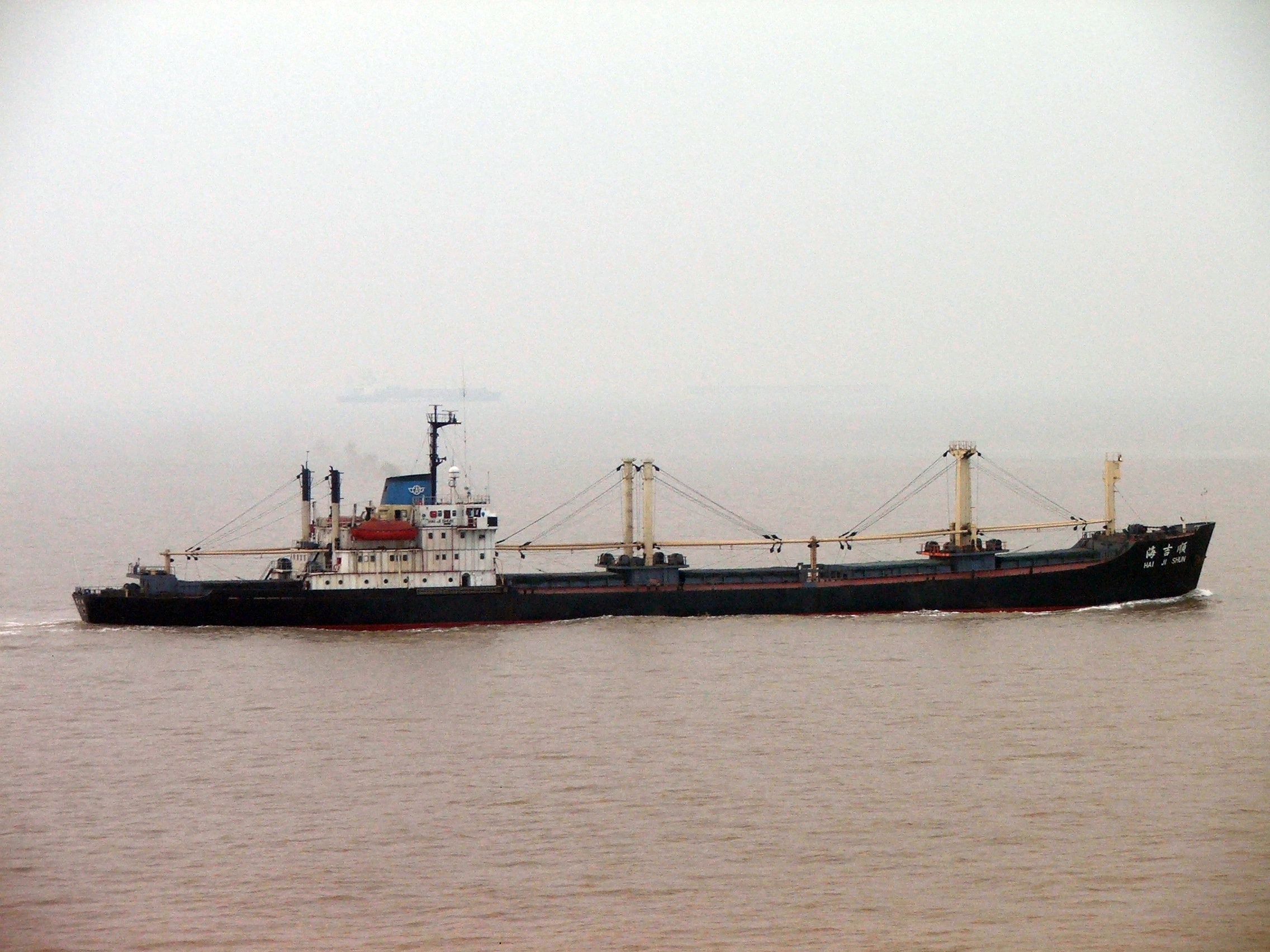
Ein abgeladener SD-14 auf See

Schon in der Frühphase lud A&P auch andere britische Schiffbauer ein, sich um SD-14-Baulizenzen zu bewerben, wenn diese die Anforderungen erfüllten, welche unter anderem vorsahen, den Verkaufspreis pro Schiff unter 915.000 Pfund zu halten, wozu sich zunächst aber nur die benachbarte Bartram’s Werft in der Lage sah.
Die Nicola, das erste Schiff dieses Typs, wurde am 8. Juni 1967 bei Austin & Pickersgill auf Kiel gelegt. Der erste Stapellauf eines SD-14, der Mimis N. Papalios fand jedoch am 1. Dezember 1967 vom „South Dock“ von  Bartram’s statt, die das Schiff unter Lizenz baute. Austin & Pickersgill stellte am 14. Februar 1968 mit der Nicola den wiederum allerersten SD-14 fertig, wobei die Mimis N. Papalios schon einen Tag später bei Bartram’s ebenfalls fertig wurde. Schon am 6. April 1971 konnte die 100. Bestellung gemeldet werden. Das letzte Schiff dieser Baureihe war die in Niteroi/Brasilien bei CNC Estaleiro Mauá am 22. Dezember 1983 vom Stapel gelaufene Tucurui. Sie wurde aber erst am 22. Juni 1988 fertiggestellt.
Der Großteil der SD-14-Schiffe wurde bei Austin & Pickersgill gebaut, wo zeitweise zwei Schiffe dieses Typs pro Monat fertiggestellt wurden. Hauptabnehmer waren, wie schon in der Frühphase des Projekts erwartet, griechische Reedereien. Zwischen 1968 und 1988 wurden insgesamt 211 SD-14 vollendet. Wie die ursprünglichen Liberty- und Victory-Schiffe, von denen viele anfangs dachten, sie würden ausrangiert, sobald der Krieg zu Ende ginge, hatten viele SD-14-Schiffe ebenfalls eine lange Karriere und waren bis Anfang der 2000er Jahre, vor allem in Häfen Asiens und Südamerikas regelmäßig, noch in beträchtlicher Anzahl anzutreffen.

### Bauwerften
Anzahl der Ablieferungen der verschiedenen Bauwerften:
- Austin & Pickersgill, Southwick, Sunderland – 72 Einheiten
- Bartram & Sons, South Dock, Sunderland (1966 lizenziert, Oktober 1968 von Austin & Pickersgill übernommen) – 16 Einheiten
- Austin & Pickersgill, South Dock, Sunderland (ehemals Bartram & Sons) – 38 Einheiten
- Smiths Dock Company, Middlesbrough – 6 Einheiten
- Skaramanga Shipyard, Skaramanga, Griechenland (1967 lizenziert) – 27 Einheiten
- Companhia Comércio e Navegação, Estaleiro Mauá, Niteroi, Brasilien (1971 lizenziert) – 43 Einheiten[3]
- Robb Caledon Shipbuilding, Dundee, Schottland (1973 lizenziert) – 3 Einheiten[4]
- Astilleros y Fábricas Navales del Estado, Ensenada, Argentinien (1973 lizenziert) – 6 Einheiten

### Trivia
Aufgrund der äußerst einfachen Auslegung der Konstruktion in Verbindung mit der extrem hohen Verbreitung des Schiffstyps wurde der SD-14 Frachter häufig als Plain Jane, zu Deutsch etwa Graue Maus tituliert.